# Gooba Bulga Stream
Gooba Bulga Stream är ett vattendrag i Australien. Det ligger i delstaten New South Wales, i den sydöstra delen av landet, omkring 240 kilometer nordväst om delstatshuvudstaden Sydney.
I omgivningarna runt Gooba Bulga Stream växer huvudsakligen savannskog. Trakten runt Gooba Bulga Stream är nära nog obefolkad, med mindre än två invånare per kvadratkilometer. Genomsnittlig årsnederbörd är 816 millimeter. Den regnigaste månaden är februari, med i genomsnitt 167 mm nederbörd, och den torraste är oktober, med 14 mm nederbörd.